# Ludwig Blümke
Ludwig Blümke (* 1849 in Klein-Wittenberg, Landkreis Deutsch Krone; † 25. November 1929 in Stettin), bis 1889 Ludwig Müller,  war ein preußischer Verwaltungsjurist und Landrat im Kreis Tuchel (1879–1885).

## Leben und Wirken
Blümke begann seine Laufbahn 1876 als Gerichtsassessor und Kreisrichter in Bütow i. Pom. und war ab 1878 als Regierungsassessor in Köslin tätig. Seit 1879 amtierte er als Landrat im Kreis Tuchel in der Provinz Westpreußen. Ab 1885 wurde er als Regierungsrat in Stettin und ab 1892 als Verwaltungsgerichtsdirektor in Arnsberg eingesetzt. Seit 1897 war er in Danzig tätig. 1898 erhielt Blümke nach einer antisemitischen Äußerung in einer konservativen Wahlversammlung  eine Ermahnung. 1913 ging er dekoriert in den Ruhestand.